# Стоян Ганев
Вижте пояснителната страница за други личности с името Ганев.
Стоян Димитров Ганев (1955 – 2013) е български юрист и политик.
Той е партиен лидер на Обединения демократичен център (преименуван в Обединен християндемократически съюз) и сред водачите на Съюза на демократичните сили в началото на 1990-те, вицепремиер и външен министър (1991 – 1992), народен представител в VII велико народно събрание и в XXXVI народно събрание. Като председател (1992 – 1993) на Общото събрание на ООН той е българинът, заемал най-висока длъжност в Организацията на обединените нации.

## Биография
Стоян Ганев е роден на 23 юли 1955 година в Пазарджик. Завършва математическа гимназия (1973) и право в Софийския университет „Климент Охридски“ (1979), защитава дисертация в Московския държавен университет „М. Ломоносов“ (1985).
Преподавател е до 1989 година по конституционно право в Софийския университет и във Висшата специална школа „Г. Димитров“ (днешната Академия на МВР). Лектор е по „Международна политика и право“ във Фондация Конрад Аденауер и в Rotary International.
От април 1990 г. е съпредседател на Обединения демократичен център, който е член на СДС. Избран е за говорител на СДС (6 юли 1990). От 18 октомври 1992 г. до 16 май 1993 г. е председател на Обединения християндемократически съюз (бивш ОДЦ). При съставянето на правителството на Филип Димитров става заместник-председател на Министерския съвет (8 ноември 1991 – 20 май 1992) и министър на външните работи (до 30 декември 1992).
През 1992 г. Стоян Ганев оглавява делегацията на България на 47-ата сесия на Общото събрание на ООН. Пада се на ротационен принцип Източноевропейската група да излъчи председател и той е избран (25 юли 1992) и поема председателството на сесията (15 септември 1992). Остава на този пост и след падането на кабинета на Ф. Димитров (30 декември 1992). На 15 юни 1993 г. Конституционният съд решава (макар че мандатът му на председател на Общото събрание на ООН от 1 година е към края си), че длъжността му е несъвместима с поста народен представител и мандатът му в българския парламент е прекратен.
След работата в ООН Стоян Ганев остава в САЩ. Според сведения от пресата той е член на Международния консултантски съвет (на английски: International Advisory Board) – ръководен орган на Муунисткото движение. В началото на мандата на правителството на Симеон Сакскобургготски е началник на кабинета на премиера (21 август 2001 – 4 март 2002), след което се връща в САЩ.. От 1996 г. е професор в Университета на Бриджпорт, Кънектикът и в Нюйоркския университет.
В края на юни 2013 г. се разпространява новината, че е починал, но по-късно се разбира, че е в тежко състояние в болница след получен мозъчен кръвоизлив. Умира на 1 юли 2013 г.

## Отличия
- Златен медал за мир на ООН за заслугите му за запазване на мира и сигурността на планетата, (1992)
- Голям почетен кръст, на Асоциацията за единство на Латинска Америка (1992)